# The Spire (Viktorialand)
The Spire (englisch für Die Spitze) ist eine markante und über 2600 m hohe Felsnadel im ostantarktischen Viktorialand. Sie ragt am westlichen Ende des Rampart Ridge in der Royal Society Range auf.
Mitglieder der nördlichen neuseeländischen geodätischen Mannschaft bei der Commonwealth Trans-Antarctic Expedition (1955–1958) gaben der Formation im Februar 1957 im Zuge von Vermessungsarbeiten ihren deskriptiven Namen.